# Quanzhou
För andra betydelser, se Quanzhou (olika betydelser).
Quanzhou är en stad på prefekturnivå i sydöstra Fujian vid Formosasundet i Folkrepubliken Kina. Den ligger omkring 140 kilometer sydväst  om provinshuvudstaden Fuzhou. Prefekturen har cirka 8,8 miljoner invånare (2020). Centrala Quanzhou hade 435 440 invånare vid folkräkningen 2000.

## Historia
I äldre engelsk litteratur namnges staden ofta som Chinchew eller Chinchu. I äldre svenska däremot Tsüan-chou eller Tschi-fu.
Quanzhou omgavs tidigare av en vacker stadsmur. I staden fanns många tempel och över viken en bro med 300 bropelare. Flera av templen har bevarats, inklusive en mycket gammal moské.
Quanzhou har identifierats med Marco Polos och de arabiska geografernas Zaytun eller Zaitun (från arabiska زيتون). Enligt Ibn Battuta var det den största av alla sjöstäder, besökt av araber, armenier och genueser. En italiensk biskop fanns där 1318-22. Handeln drog sig med tiden till Xiamen, som kom att dominera handeln i södra Fujian efter Freden i Nanking 1842.

## Administrativ indelning
| Administrativ enhet  | Kinesiska (Hanzi) | Areal (km²) | Invånarantal 1 november 2020 |
| Stadsdistrikt        |                   |             |                              |
| -------------------- | ----------------- | ----------- | ---------------------------- |
| Fengze               | 丰泽区            | 132         | 698 557                      |
| Licheng              | 鲤城区            | 52          | 428 361                      |
| Luojiang             | 洛江区            | 382         | 247 172                      |
| Quangang             | 泉港区            | 326         | 354 296                      |
| Städer på häradsnivå |                   |             |                              |
| Jinjiang             | 晋江市            | 721         | 2 061 551                    |
| Nan'an               | 南安市            | 2 035       | 1 517 514                    |
| Shishi               | 石师市            | 189         | 685 930                      |
| Härad                |                   |             |                              |
| Anxi                 | 安溪县            | 2 983       | 1 003 599                    |
| Dehua                | 德化县            | 2 210       | 332 148                      |
| Hui'an               | 惠安县            | 762         | 1 030 626                    |
| Yongchun             | 永春县            | 1 452       | 422 531                      |
| TOTALT               |                   | 11 244      | 8 782 285                    |

| Quanzhou |
| --- |
| Licheng Fengze Luojiang Quangang Hui'an Anxi Yongchun Dehua Shishi Jinjiang Nan'an Kinmen* Kinmen kontrolleras av Republiken Kina (Taiwan). Både Folkrepubliken Kina och Republiken Kina gör anspråk på Kinmen. |

Folkrepubliken gör vidare anspråk på Kinmen härad — även känt som Jinmen eller Quemoy — som del av Quanzhou, men området kontrolleras av Republiken Kinas regering på Taiwan.

## Klimat
Genomsnittlig årsnederbörd är 1 812 millimeter. Den regnigaste månaden är augusti, med i genomsnitt 329 mm nederbörd, och den torraste är oktober, med 13 mm nederbörd.